# Tiquire Flores Fútbol Club

Tiquire Flores Fútbol Club fue un equipo de fútbol de Venezuela, inicialmente con base en La Victoria, y posteriormente en Maracay, ambas ciudades pertenecientes al estado Aragua. Fue el primer club del interior en disputar un torneo de primera división. El equipo fue apodado como Los Toros de Aragua

## Historia
El equipo fue fundado en 1960 por miembros de la familia italiana Staccioli , pero desde la creación de la Primera División de Venezuela (cuando la Liga Mayor se jugaba en la ciudad de Caracas) pasa a ser nacional en 1963 con la inclusión del «Tiquire Flores» en la primera división del fútbol venezolano. Bajo este nombre participó en tres temporadas de primera división. 
En la temporada de 1964, Tiquire Flores disputaría su primera final ante el Deportivo Galicia, perdiendo 0-2 en Maracay y empatando 2-2 en Caracas, en la misma temporada ganaría la Copa Venezuela tras vencer en la liguilla a la Unión Deportiva Canarias. Además el brasileño Helio Rodrígues conseguiría el campeonato de goleo tras haber marcado 12 goles. 
En 1965 estuvieron a punto de jugar su segunda final tras haber quedado debajo de Valencia Fútbol Club por un punto.
En 1966 el equipo cambia su nombre a Aragua Fútbol Club (llamado también Atlético Aragua FC), donde también disputaría tres temporadas de primera división con este nombre, para luego en 1970 cambiar su nombre a Tiquire Aragua. En la temporada siguiente el brasileño Agostinho Sabara conseguiría el campeonato de goleo tras marcar 20 goles. 
Años después el club retomaría el nombre de Aragua Fútbol Club (o Atlético Aragua FC) en 1973. Tras diversos problemas económicos el club se fusionaría con la Unión Deportiva Canarias para dar paso a su último nombre Tiquire-Canarias antes de desaparecer en 1975. No obstante la Unión Deportiva Canarias reapareció en 1977, pero por un solo año.

## Palmarés

### Torneos nacionales
- Copa Venezuela (1): 1964